# 陳奕禧
陳奕禧（1648年—1709年），字子文，號六謙，一號香泉，又號葑叟，浙江杭州府海寧縣人，清朝書法家。

## 生平
早年為貢生。自幼好作詩學書法，無科舉功名，破格獲康熙帝召入值南書房。授山西安邑縣丞，康熙三十三年（1694年）升戶部郎中，康熙四十三年（1704年）任貴州石阡府知府，康熙四十七年（1708年）調江西南安府知府，途經淮南遇上呂熊，即延聘呂熊去南安修府志。曾為呂熊的《女仙外史》作序。康熙四十八年（1709年）卒於官。
陳奕禧為清初書法家，師法東晉人，其風格“專取姿致，然大書沉著渾融”。在今貴州古佛洞懸崖上有其書法“黔靈勝境”四字。著有《春藹堂集》、《虞州集》、《綠陰亭集》、《隱綠軒題識》、《益州于役記》等。

## 家族
曾伯祖陳與郊、陳與相；曾祖陳與伯（陳與郊、陳與相四弟）；祖父陳祖訓；父陳殿桂。母仁和沈氏。夫人為沈兆昌女。子陳世泰。長孫陳克復，娶宋德宜孫女、宋大業三女。